# GER-Klasse L77
Die Klasse L77 der Great Eastern Railway (GER), die nach 1923 zur Klasse N7 der London and North Eastern Railway (LNER) wurde, ist eine Baureihe von C1-Tenderlokomotiven, die im Londoner Vorortverkehr eingesetzt wurden. Sie wurden von Alfred John Hill entworfen und 1915 eingeführt. Nach der Integration der GER in die LNER im Jahr 1923 wurde der Entwurf von Nigel Gresley weiterentwickelt. Die Lokomotiven standen bis Anfang der 1960er Jahre im Dienst. Eine Lokomotive ist erhalten geblieben.

## Geschichte

### Bau
Die GER unterhielt den intensivsten Vorortverkehr in Großbritannien. Vor dem Ersten Weltkrieg verkehrten an einem durchschnittlichen Wochentag 1200 Nahverkehrszüge in und aus dem Londoner Bahnhof Liverpool Street, eine beachtliche Leistung angesichts der manuell bedienten Stellwerke und den winzigen Dreikuppler-Tenderlokomotiven mit bescheidener Leistung, die mit bis zu 10 Wagen verkehrten.
Um den zunehmenden Verkehr bewältigen zu können, ließ Alfred John Hill, der Chief Mechanical Engineer der GER, zwei Prototypen einer stärkeren Tenderlokomotive in den bahneigenen Werkstätten in Stratford bauen. Die Lokomotiven wurden Ende 1914 fertiggestellt, wobei Nr. 1000 eine Naßdampfmaschine und Nr. 1001 eine Heißdampfmaschine war. Damit war die Nr. 1001 die erste Lokomotive der GER, die mit einem Überhitzer ausgerüstet wurde. Beide Lokomotiven bewährten sich im Betrieb, jedoch wurden aufgrund des ausgebrochenen Ersten Weltkriegs vorerst keine weiteren Lokomotiven gebaut. Erst 1921 kamen zwanzig weitere hinzu.
Mit der Integration der GER in die LNER sah Nigel Gresley, der Oberingenieur der LNER, schnell das Potential des Entwurfs und ließ zwischen 1923 und 1928 in fünf Bestellungen weitere 122 Lokomotiven bauen. Der Bau dieser Lokomotiven erfolgte aber nicht mehr in Stratford aufgrund der hohen Lohnkosten im Raum London, sondern Nordengland, wo die Regierung versuchte, die Arbeitslosigkeit zu reduzieren. Die zusätzlichen Lokomotiven dienten der Abdeckung neuer Dienste, die nach dem Ausbau der Westseite der Liverpool Street Station möglich wurden. Sie wurden zusammen mit den von der GER übernommenen Lokomotiven bei der LNER als Klasse N7 bezeichnet.

### Betrieb
Die Lokomotiven wurden im Großraum London für den Vorortsverkehr eingesetzt. Von der Liverpool Street nach Enfield und nach Chingford erreichten die Lokomotiven fast die Fahrzeiten der später eingeführten Elektrotriebwagen. Auf den Strecken nach Hertford oder Bishop’s Stortford erreichten die Lokomotiven mit 250 t Zugsgewicht 100 km/h.
Der Einsatz der Lokomotiven war nicht auf den Nordosten Londons beschränkt. Die Lokomotiven wurden auch in East Anglia und auf der Zweigstrecke von Luton nach Dunstable im Hertfordshire eingesetzt. Sie verkehrten auf der Metropolitan Line nach Watford. Lokomotiven mit Wendezugsteuerung verkehrten auf dem Chesham-Branch, der vom Bahnhof Chalfont & Latimer nach Chesham führt, bevor dieser 1933 von der London Underground übernommen wurde.
Die Lokomotiven blieben bis 1960 vom Bahnhof Liverpool Street aus im Einsatz. Im Winter 1961 war nur noch 25 Lokomotiven im Einsatz. Die letzten acht wurden im September 1962 ausgemustert.

### Erhaltene Lokomotive
Die GER Nr. 999, später als BR 69 621 geführt, kam 1973 zum East Anglian Railway Museum in der Nähe von Colchester. Dort wurde sie betriebsfähig aufgearbeitet und konnte von 1989 bis zum Ablauf des Kesselzertifikats im Jahr 1999 eingesetzt werden. Nach einer Revision war sie von 2005 bis 2015 erneut betriebsfähig. Im Jahr 2025 stand sie ohne Kessel auf dem Gelände des Museums und wartete auf den Abschluss der Kesselrevision.

## Technik
Die Lokomotiven der Klasse N7 hatten drei Kuppelachsen. Unter dem Kohlenkasten war eine Laufachse angeordnet, die bei den letzten 72 Lokomotiven als Bisselachse ausgeführt war, bei den anderen jedoch starr im Rahmen gelagert war. Der Antrieb erfolgte durch zwei innenliegende Zylinder, die abweichend von der GER-Praxis nicht über eine Stephenson, sondern über eine Walschaerts-Steuerung verfügten. Die beengten Platzverhältnisse führten zu starken Kräften in der Steuerung, die immer wieder Ausfälle verursachten.
Der Abstand zwischen der zweiten und dritten Kuppelachse war wie bei der preußischen P 8 vergrößert, damit der Stehkessel zwischen den Achsen angeordnet werden konnte. Während die ersten 72 Lokomotiven noch Belpaire-Stehkessel, erhielten alle Lokomotiven ab 1927 Standard-LNER-Stehkessel mit runder Decke. Dieser wurde bei Revisionen auch in die bereits vorhandenen Lokomotiven eingebaut.
Der Langkessel bestand aus zwei Kesselschüssen, wobei unüblich der Schuss mit dem größeren Durchmesser vorne angeordnet war. Die ersten Lokomotiven hatten Anti-Unterdruckventile auf der Rauchkammer hinter dem Schornstein angeordnet. Die Kesselspeiseventile saßen auf beiden Seiten des Doms. Vor dem Führerhaus befanden sich die Ramsbottom-Sicherheitsventile. Die zehn Lokomotiven der ersten Bestellung waren Naßdampflokomotiven, danach folgten nur noch Heißdampflokomotiven.
Alle Lokomotiven erhielten standardmäßig die Westinghouse-Druckluftbremse, die es ermöglichte, nach einem Halt schnell wieder zu beschleunigen.

### Unterklassen
LNER teilte die Lokomotiven in die folgenden Unterklassen ein:
- N7/GE: ursprüngliche Variante mit Belpaire-Stehkessel, kurzhubigen Kolbenschieber, Führerposition auf der rechten Seite und GER-Umgrenzungsprofil
- N7/1: erste 50 durch die LNER beschafften Lokomotiven, Führerposition auf der linken Seite und Metropolitan-Umgrenzungsprofil
- N7/2: 30 von LNER beschafften Lokomotiven, wie N7/1, jedoch zusätzlich mit langhubigeren Kolbenschiebern
- N7/3: lezte 32 von LNER beschafften Lokomotiven, wie N7/2, jedoch mit LNER-Stehkessel mit runder Decke
- N7/4: Lokomotiven der Unterklasse N7/GE, die mit dem LNER-Stehkessel mit runder Decke versehen wurden
- N7/5: Lokomotiven der Unterklasse N7/1, die mit dem LNER-Stehkessel mit runder Decke versehen wurden